# Stazione di Gualtieri
La stazione di Gualtieri è una fermata ferroviaria posta lungo la linea Parma-Suzzara, a servizio della città di Gualtieri, in provincia di Reggio Emilia.
È gestita da Ferrovie Emilia Romagna (FER).

## Storia

Il piazzale binari

La stazione fu aperta nel 1883 dalla Società Veneta, come parte della linea Parma-Suzzara.
In anni recenti è stata trasformata in semplice fermata.

## Strutture ed impianti
La fermata possiede un fabbricato viaggiatori a due piani, risalente all'epoca dell'apertura della linea, e conta un unico binario, servito da un marciapiede.
In passato erano presenti un binario di raddoppio e un piccolo scalo merci, con un piccolo magazzino merci tuttora esistente.

## Movimento
La fermata è servita dai treni regionali della relazione Parma-Suzzara, svolti da Trenitalia Tper nell'ambito del contratto di servizio stipulato con la Regione Emilia-Romagna.
A novembre 2019, la stazione risultava frequentata da un traffico giornaliero medio di circa 172 persone (94 saliti + 78 discesi).

## TV e cinema
Alla stazione di Gualtieri furono girate le scene finali dei film Don Camillo (1952), Don Camillo (1983) e l'inizio dello sceneggiato televisivo Ligabue (1977).